# 1974 en chimie
Cet article présente les faits marquants de l'année 1974 en chimie.

## Évènements
- 6e Olympiades Internationales de Chimie, organisées à Bucarest en Roumanie du 1er juillet au 10 juillet[1].
- 10 janvier : Eli Lilly and Company dépose une demande de brevet pour la fluoxétine, commercialisé sous le nom Prozac en 1986[2].
- Les chimistes allemands Manfred Eigen et Manfred Sumper démontrent que des mélanges de monomères de nucléotide en présence d'ARN polymérase forment des molécules d'ARN qui peuvent répliquer, muter et évoluer in vitro[3].
- John E. McMurry co-découvre la réaction de McMurry[4],[5], une réaction entre deux composés carbonylés, en présence de chlorure de titane(IV) ou (III) et d'un agent réducteur, pour former l'alcène correspondant.

## Prix
- Prix Nobel de chimie : Paul J. Flory pour ses travaux théoriques et expérimentaux dans le domaine de la chimie physique macromoléculaire[6].
- Prix Procter & Gamble : W. Keith Hall[7]
- Prix Anselme-Payen : V. Stannett[8]
- Médaille Garvan-Olin : Joyce Jacobson Kaufman[9]
- Prix Ernest-Guenther : Günther Ohloff[10]
- ACS Award in Pure Chemistry : Nicholas Turro[11]
- Prix Arthur C. Cope : Donald J. Cram[12]
- Prix Irving-Langmuir : Harry G. Drickamer[13]
- Médaille Priestley : Paul J. Flory[14],[15]
- Médaille Davy : James Baddiley en reconnaissance de ses recherches remarquables sur la coenzyme A et de ses études sur les constituants des parois cellulaires bactériennes[16],[17].
- Grand prix Pierre-Süe : Robert Rosset[18]
- Faraday Lectureship : Sir Frederick Dainton[19]
- Claude S. Hudson Award in Carbohydrate Chemistry : Wendell W. Binkley[20]
- Médaille William-H.-Nichols : Harold A. Scheraga[21]

## Naissances
- 23 avril : Richmond Sarpong, chimiste ghanéen-américain.

## Décès
- 7 janvier : Charles Coulson (né en 1910), chercheur en chimie britannique.
- Antonio Madinaveitia (né en 1890), chimiste espagnol.